# Герман, Сергей Эдуардович
Серге́й Эдуа́рдович Ге́рман (род. 1961, Новосибирск) — русскоязычный писатель, публицист.

## Биография
Родился в 1961 году в Новосибирске в семье русских немцев, которые в 1941 году были высланы из республики немцев Поволжья.
Детство и юность прошли в рабочем посёлке Коченёво в Новосибирской области.
После окончания средней школы работал кочегаром в котельной. В 1980—1982 годах проходил срочную службу в Советской армии.
Окончил Орловскую школу милиции и заочно - юридический факультет Тольяттинского государственного университета. Также какое-то время учился в Сибирском автомобильно-дорожном институте.
Служил в милиции. Принимал участие в контртеррористической операции на территории Северо-Кавказского региона, был ранен и контужен.
Награждён ведомственными медалями  и часами от генерал-полковника Геннадия Трошева.
После службы в милиции работал журналистом, был помощником депутата Государственной Думы РФ В. И. Давиденко, директором учебного центра по подготовке телохранителей.
Член Союза писателей России и Международной федерации русскоязычных писателей (Будапешт). Кандидат в мастера спорта по пулевой стрельбе.
С 2002 года живёт в Германии.

## Литературная деятельность
Автор романа «Обречённость», повестей «Контрабасы, или дикие гуси войны», «Чужой», «Штрафная мразь», «Фраер», «Грёбаный саксаул»  и др.
Публикации в журналах: «День и ночь» (№ 5, 2010 год, с. 22—26, рассказ «Вера»), «Наш современник» (№ 11, 2010 год, с. 78—87, рассказы «Дорога с войны»), «Дон» (№ 7—9, 2016 год, повесть «Штрафная мразь»), «Крещатик» (№ 1(59) за 2013 год, «Солдатская мать» и другие рассказы), «Восток свыше» (№ 1—2, январь—июнь, 2014 год, с. 92—123, главы из романа «Обречённость»), «Дальний Восток» (№ 1, 2017 год, с. 3—49, повесть «Контрабасы, или Дикие гуси войны») и др.

## Премии
- Серебряный лауреат конкурса «Национальная литературная премия Золотое перо Руси — 2014» (за повесть «Чужой»).
- Лауреат Германского Международного литературного конкурса русскоязычных авторов «Лучшая книга года» (2017 год, Германия, Берлин) — 3-е место в номинации «Крупная проза» за роман «Обречённость»[1].